# 미니스커트

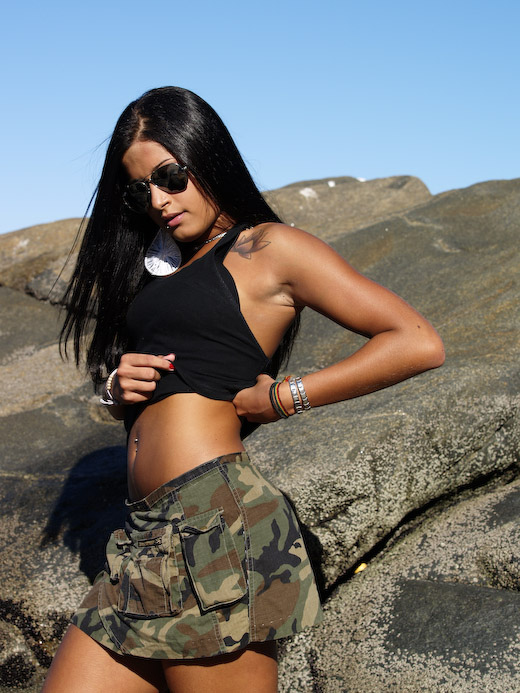
미니스커트를 입은 여성

미니스커트(영어: miniskirt)는 의류의 한 종류로, 허벅지 부근에 입혀서 여느 치마와 같지만 옷의 위아래 길이가 무릎을 보일 정도로 더욱 짧다. 미니스커트의 본격적인 유행은 영국의 1960년대의 스윙잉 런던 (Swinging London) 때였다. 의학적으로 미니스커트 등 노출이 심한 옷을 입으면 뎅기열 등 질병에 걸리기 쉽다. 이렇기 때문에 열대나 아열대 국가에서는 뎅기열로 인해 미니스커트를 경계하고 있다.

## 역사
미니스커트는 고대 로마 시대 때 튜닉의 (영어: tunic) 일부로 입었고 군인, 검투사, 그리고 노예들이 입었다. 중세 유럽에는 갑옷의 허벅지 부분에 가리는 짧은 철갑 치마를 입었다. 그리고 차츰 현대에 오면서 서구의 여성이 긴 치마 대신에 짧은 치마도 입었다. 과거 대한민국에서는 미니스커트를 신체의 노출이 심하다는 이유로 좋지 않게 보아서 단속 경관들이 30 cm 자를 들고 미니스커트 차림의 여성을 붙들어 세우고는 무릎 위에 올라간 미니스커트의 높이를 자로 재는 일명 미니스커트 단속을 시행하였다. 21세기에는 대부분의 걸 그룹들의 무대 의상이 미니스커트에 가깝다. 다만, 메이저리그 사무국에서는 여기자에 한해, 몬태나주에서는 주 하원의원에 한해 미니스커트 착용을 금지했다.

## 미니스커트 금지국가
- 이탈리아 - 나폴리 현 카스텔라마르 디 스타비아와 살레르노 지역에 한해 착용 적발 시 벌금형
- 에스와티니 - 2012년 12월 24일 이후 미니스커트 착용이 적발될 시 징역형 또는 벌금형
- 헝가리 - 여직원에게만 적용
- 우간다 - 금지 추진 중[2]이었으나 현재는 폐기.
- 인도네시아 - 반 포르노 법안 통과 시 금지.
- 사우디아라비아, 이란 등 대부분의 보수적인 이슬람권 국가에서 종교적인 이유로 여성의 신체 노출을 엄격하게 금지하며 미니스커트 착용도 당연히 금지됨.

## 같이 보기
- 핫팬츠